# Орчард (Ајова)
Орчард (енгл. Orchard) град је у америчкој савезној држави Ајова. По попису становништва из 2010. у њему је живело 71 становника.

## Демографија
Према попису становништва из 2010. у граду је живело 71 становника, што је -17 (-19.3%) становника више него 2000. године.
| Група             | 2000.       | 2010.      |
| Белци             | 88 (100.0%) | 68 (95,8%) |
| Афроамериканци    | 0 (0,0%)    | 1 (1,4%)   |
| Азијати           | 0 (0,0%)    | 0 (0,0%)   |
| Хиспаноамериканци | 0 (0,0%)    | 0 (0,0%)   |
| Укупно            | 88          | 71         |